# Younès Rahmoun
Pour les articles homonymes, voir Rahmoun.
Younès Rahmoun, né en 1975 à Tétouan, est un artiste plasticien marocain.

## Biographie
Né en 1975, il passe son enfance à flanc de colline à Tétouan, dans une famille humble et pratiquante. Il obtient son baccalauréat en arts plastiques, en 1994 au lycée technique Moulay Youssef à Tanger. Il suit ensuite les cours et obtient son diplôme à l'Institut national des beaux-arts de Tétouan en 1998. En dernière année de ces études supérieures d'art, il fait la rencontre de Jean-Louis Froment, critique d'art et fondateur du CAPC, le musée d’art contemporain de Bordeaux. Jean-Louis Froment incorpore des oeuvres de Younès Rahmoun dans l’exposition Objets désorientés qui se tient en 1999 au Musée des arts décoratifs de Paris et à la Villa des arts de Casablanca. 
Younès Rahmoun installe son atelier, la Ghorfa, dans un espace vide sous l’escalier de la maison familiale. C’est en ce lieu que l’artiste pense, élabore, esquisse et enfin dessine, ses premiers projets d’installations qui ne prennent réellement forme qu’au moment de leur exposition. L'espace lui-même est considéré comme œuvre et est présenté pour la première dans un lieu d'exposition, à L'Appartement 22. Ensuite il est reproduit comme sculpture dans les montagnes du Rif, près de Beni-Boufrah.
Dans le même esprit, en 2013, il installe à Vert, en Nouvelle Aquitaine, Ghorfa n°9, œuvre n°9 de la Forêt d'art contemporain : Markib – Ma’e – Maghsal – Chajara – Khobze – Sakane (chambre – barque – eau – lavoir – arbre – pain – habitat).
Les œuvres de Younès Rahmoun sont le fruit d’un travail minutieux et rigoureux. Rien dans la Ghorfa n’évoque le cliché de l’atelier d’artiste, tout y est savamment rangé, classé… projets en cours, projets à venir, projets archivés, idées de projets… Cet ordre, cette précision répondent certainement à l’espace de travail qu’il s’est imparti (à défaut de pouvoir disposer d’un autre…) et approprié (parce qu’il répond finalement à un processus de pensée…), et ne sont pas sans écho dans le travail lui-même. Il finit d’ailleurs, après avoir passé sept années (1998-2005) à penser ses œuvres dans cet « isoloir », à en faire un travail en soi, transposant l’architecture de son atelier dans une maquette au 1/20e. Une manière peut-être d’inverser ainsi un processus récurrent dans son travail, puisqu’il lui faut sans cesse transposer l’échelle réduite de la feuille A4 à celle des dimensions imaginées pour l’installation, transposer la bidimentionnalité de ses projets dessinés à l’espace tridimensionnel de l’exposition. Un travail qui n’est pas sans évoquer celui de l’architecte.
Alors qu’il est encore étudiant à l’école des Beaux-Arts de Tétouan, Younès Rahmoun intervient sur des meules de paille en forme de petites maisons. Pour son diplôme de fin d’étude, il choisit de présenter son travail dans une maison traditionnelle, en épousant les espaces vides de l’architecture intérieure avec ses travaux. Ces recherches autour de la forme architecturale, prennent une dimension nouvelle avec les pièces Tamathoul et W’hida-W’hida qui explorent le jeu des pleins et des vides des ouvertures, comme des portes ouvertes ou fermées sur le monde, et mettent en exergue à la fois le minimalisme (d’apparence), l’économie de moyens, la répétition des formes et l’utilisation de matériaux « pauvres » qui caractériseront ensuite tous ses travaux.
Il est question de méthode dans le travail de Younès Rahmoun, certainement, mais cette belle mécanique d’élaboration, si elle s’alimente de science et de rigueur, prend sa source dans un univers beaucoup plus immatériel. Rien n’est gratuit et innocent dans le travail de l’artiste, chaque forme, couleur et matériau utilisés, le nombre d’éléments et leur disposition… jusqu’à l’orientation même des pièces dans l’espace. C’est que chaque œuvre est plus le fruit d’un travail de méditation que d’une inspiration subite, c’est que chaque élément répété, chaque association d’objets, répond plus à une mystique qu’à un simple artifice formel.
Ainsi, l’œuvre Subha, une spirale lumineuse (qui n’est pas sans évoquer l’arabesque arabo-musulmane) composée de 99 ampoules enveloppées chacune dans un tissu blanc de linceul, concentre tant la symbolique récurrente des chiffres, de la couleur et de la matière, que l’évocation de la forme en mouvement de notre galaxie. Une œuvre qui s’élève dans une quête spirituelle intime et se transcende dans les interrogations de cultures universelles. Dans la sobre apparence de cette spirale « éclairée » se révèle une œuvre complexe et quelque peu mystérieuse, une métaphore de ce qui « habite » l’âme humaine. Un prolongement en tout cas de ce qui constitue l’univers personnel de l’artiste, de la méthode à la forme qu’elle produit, de la pensée même de l’œuvre à l’exercice de sa réalisation. Une transposition de la vie à l’œuvre (et inversement !), qui s’exprime comme une sorte de « nécessité intérieure » chez Younès Rahmoun. La petite pièce éphémère, « Sitta », qu’il réalise pendant un séjour en camp de rétention dans le sud de la France en est un vibrant témoignage. Ainsi, durant ces six jours, il occupe l’heure de promenade qui lui est accordée quotidiennement à récolter les rares cailloux blancs mêlés au gravier noir de la cour pour en faire une « petite montagne » blanche sur le sol sombre… un moyen certainement de signaler sa présence en ce lieu, comme le linceul, qu’il utilise fréquemment dans son travail, évoque la mort pour mieux souligner la valeur de l’existence humaine dans sa forme la plus épurée.
Et si l’artiste puise dans son vécu, son quotidien, ses croyances et sa culture les éléments qui composent ses pièces, c’est pour en extraire les potentialités formelles et en explorer les références culturelles, pour en re-visiter les symboliques et les transposer comme autant de jalons, de repères invisibles mais perceptibles, dans son travail poétique et artistique.

## Expositions notables
Dessins, installations, sculptures, vidéos, le travail de Younès Rahmoun se déploient de manières multiples.
L’installation Manzil-Janna, de Younès Rahmoun acquise par le Centre Pompidou en 2015 est présentée à partir de mi-juillet 2016 au sein des collections contemporaines du musée national d'Art moderne (4e étage du centre Beaubourg).  L’installation Taqiya-Nor  est remarqué par les visiteurs de la Biennale de Venise en 2017, puis est présentée au musée Victoria & Albert, à Londres. Trois de ses œuvres sont également présentées en 2024 dans l'exposition collective d'art ccontemporain intitulée Un Ciel intérieur, exposition temporaire inaugurale du musée du soufisme de Chatou.

## Expositions individuelles (sélection)
1999
- VII (Beques Banusaidi Contra l’Amnèsia Col.lectiva), l’ermite de Beneixida (Valence), Espagne.
- Abyad, l’espace de l’Institut français de Fès, Maroc.

2000
- Expédition no 1 Le Bout Du Monde[4], avec Jean-Paul Thibeau, à l'invitation de Abdellah Karroum.

2001
- Tasbih, Passage de l’Art, Marseille, France.

2005
- Markib, Le Cube, Centre autrichien d’information, Rabat.
- Maqbara, l’Espai d’Art A. Lambert, Xàbia, Espagne.

2007
- Al Ana / Huna (maintenant / ici), réalisation in-situ dans la nature (montagnes du Rif) dans le cadre du projet MultiPistes [5].
- Badhra, galerie Loris Talmart, Paris, France.

2013
- Darra, Galerie Imane Fares, Paris  18 octobre 2012 - 26 janvier 2013

2015
- Manzil, galerie Imane Fares, Paris  10 septembre - 21 novembre 2015

## Expositions collectives (sélection)
1999
- L'Objet désorienté, musée des Arts décoratifs, Paris, France.

2002
- JF_JH Individualités, L’appartement 22, Rabat, Maroc.

2003
- H+M =10, centre culturel De Warande, Turnhout, Belgique.

2004
- La Biennale Dak'Art 2004, l’Exposition Internationale, Dakar, Sénégal[6].

2005
- Fée Maison, La Briqueterie, Ciry-le-Noble, France.

2006
- 1re Biennale d’Art, Architecture et Paysage des Canaries, les Îles des Canaries, Espagne.
- Belief, 1re Biennale de Singapour, Singapour.
- Ceramic Ideas, galerie Majke Hüsstege, Bois-le-Duc, Pays-Bas.

2007
- Sans Titre, musée MuHKA d'Art Contemporain, Anvers, Belgique.
- Dessins, Projets…(3), L’Appartement 22[7], Rabat, Maroc.

2009
- Une proposition pour l'articulation d'œuvres et de lieux, 3e Biennale internationale AiM, Marrakech. Curateur Abdellah Karroum

2010
- Salon urbain de Douala, doual'art, Douala, Cameroun.

2017
- Biennale de Venise, Venise, Italie.

2024
- Un Ciel intérieur, Musée du soufisme, Chatou, France.